# 2005年亞洲棒球錦標賽
2005年亞洲棒球錦標賽 (2005 Asian Baseball Championship)，為第23屆亞洲棒球錦標賽賽事，由日本宮崎縣主辦，於2005年5月19日至5月22日舉行。 

## 各隊成績
| 名次 | 隊伍     |
| ---- | -------- |
| 1    | 日本     |
| 2    | 中華臺北 |
| 3    | 中國     |
| 4    |          |
| 5    | 菲律賓   |
| 6    | 泰國     |

## 外部連結
- 2005年亞洲棒球錦標賽在台灣棒球維基館上的頁面（繁體中文）